# Erebia shajitsuzanensis
Erebia shajitsuzanensis är en fjärilsart som beskrevs av Mori och Chô 1935. Erebia shajitsuzanensis ingår i släktet Erebia och familjen praktfjärilar. Inga underarter finns listade i Catalogue of Life.